# جایزه بزرگ بلژیک ۱۹۷۶
جایزه بزرگ بلژیک ۱۹۷۶ (انگلیسی: ‎1976 Belgian Grand Prix‎) یک مسابقهٔ موتوری در رشتهٔ اتومبیل‌رانی فرمول یک بود که در تاریخ ۱۶ مهٔ ۱۹۷۶ در پیست زولده واقع در اوسدان-زولده، لیمبورگ، بلژیک برگزار شد. این گراند پری در میان ۱۶ گراند پری در فصل ۱۹۷۶، مسابقهٔ شمارهٔ ۵ بود.
در این مسابقه که در ۷۰ دور و به مسافت ۲۹۸٫۳۴۰ کیلومتر (۱۸۵٫۳۸۰ مایل) برگزار شد، پول پوزیشن توسط نیکی لائودا کسب شد و سریع‌ترین زمان برای طی یک دور پیست که برابر با ۱:۲۵٫۹۸ بود نیز توسط نیکی لائودا به ثبت رسید.
نیکی لائودا از تیم فراری، کلی رگاتزونی از تیم فراری و ژاک لافیت از تیم لیجیه-ماترا به‌ترتیب مقام‌های اول تا سوم مسابقه را کسب کردند.

## رده‌بندی قهرمانی پس از مسابقه
| جایگاه | راننده       | امتیاز |
| ------ | ------------ | ------ |
| ۱      | نیکی لائودا  | ۴۲     |
| ۲      | کلی رگاتزونی | ۱۵     |
| ۳      | پاتریک دیپلر | ۱۰     |
| ۴      | یوخن ماس     | ۸      |
| ۵      | جودی شکتر    | ۸      |
| منبع:  |              |        |

| جایگاه | سازنده      | امتیاز |
| ------ | ----------- | ------ |
| ۱      | فراری       | ۴۵     |
| ۲      | تایرل-فورد  | ۱۶     |
| ۳      | مک‌لارن-فورد | ۱۰     |
| ۴      | لیجیه-ماترا | ۷      |
| ۵      | لوتوس-فورد  | ۶      |
| منبع:  |             |        |

یادداشت
- تنها پنج جایگاه نخست از هر رده‌بندی نمایش داده شده‌است.